# Estilo alpino
El estilo alpino hace referencia a unas condiciones de práctica del montañismo en las que la escalada se practica de forma autosuficiente: el alpinista transporta todo lo necesario, comida, refugio, equipo, etc., mientras asciende.
Se considera al estilo alpino la forma más pura de montañismo y al que todo montañista debería aspirar. Se convirtió en modelo gracias al alpinista Reinhold Messner, cuando escaló el monte Everest en 1978 junto a Peter Habeler. 
El estilo alpino es el estilo opuesto al «modo expedición», en el que primero se establecen una serie de bases aprovisionadas que serán utilizadas después para alcanzar la cima.
Hermann Buhl ya había intentado demostrar el estilo alpino en el Karakórum en 1957 cuando una expedición austriaca ascendió con éxito el Broad Peak. Utilizando un estilo alpino puro, los miembros de la anterior expedición ascendieron posteriormente el Skil Brum (Marcus Schmuck y Fritz Wintersteller) e intentaron el Chogolisa (Hermann Buhl y Kurt Diemberger).
En enero de 2011, un grupo formado por Simone Moro, Denis Urubko y Cory Richards consiguió la primera ascensión invernal al Gasherbrum II, que fue la primera ascensión invernal en estilo alpino de un ochomil del Karakórum.